# Eustace Mullins
Eustace Clarence Mullins (* 9. März 1923 in Roanoke, Virginia; † 2. Februar 2010 in Texas) war ein amerikanischer  antisemitischer Verschwörungstheoretiker und Holocaustleugner.

## Leben
Eustace Clarence Mullins wurde in Virginia geboren und studierte an der Washington and Lee University, New York University, der University of North Dakota, der Escuelas des Bellas Artes, San Miguel de Allende, Mexiko, und dem Institute of Contemporary Arts, Washington, D.C.
In den 1950er Jahren war Mullins Vorsitzender der Aryan League of America. Im November 1949 lernte Mullins den rechtsradikalen Dichter Ezra Pound kennen und besuchte ihn seitdem regelmäßig im St. Elizabeth’s Hospital für Geisteskranke in Washington D.C., wo dieser bis 1959 inhaftiert war. 1961 verfasste Mullins eine Biografie über Pound. Auch seine Arbeit über das Federal Reserve System war von Pound inspiriert.
In den 1950er Jahren unterstützte er den Ku-Klux-Klan in seinem Bemühen, die Rassentrennung an amerikanischen Schulen aufrechtzuerhalten.
2005 wurde Mullins Redaktionsmitglied des Südost-Büros der rechtsgerichteten Zeitung American Free Press. Er schrieb außerdem für die Barnes Review, eine holocaustleugnende Zeitschrift, deren Redaktionsmitglied er war.

## Wirken
Mullins Hauptthema war eine vermeintliche Verschwörung der internationalen Bankiers. In seinem Buch über das Federal Reserve System, das Zentralbankensystem der USA,  bezichtigt er unter anderem Paul Warburg, Edward Mandell House, Woodrow Wilson, J. P. Morgan, die Rockefeller-Familie und andere im Visier, die angeblich im Interesse europäischer Banken, insbesondere der Rothschilds die Vereinigten Staaten von Amerika betrogen und deren Währung kontrollierten und schwächten. Weil die Rothschild jüdischstämmig sind, wird dies als kodierter Antisemitismus angesehen. Tatsächlich kommt das Wort Juden im Buch nicht vor, Mullins benutzt stattdessen das Codewort international financiers.
Mullins sah im Federal Reserve Act von 1913 einen Verstoß gegen die Verfassung der Vereinigten Staaten, indem er eine Emissionsbank (Geldausgabe) für die USA errichtete, die unter der Kontrolle internationaler Bankiers stehe und die amerikanischen Zinssätze reguliere. Mullins behauptet, dass der Erste Weltkrieg, die Depression in der Landwirtschaft von 1920, die Weltwirtschaftskrise von 1929 und die Machtergreifung Adolf Hitlers in direktem Bezug zu den Interessen internationaler Banker stünden, die enormen Profit aus Konflikten und ökonomischer Instabilität zögen. Mullins behauptet, die Federal Reserve sei nur eine Marionette der Bank of England, die ihrerseits vom britischen Zweig der Rothschilds kontrolliert würde.
1956 wurde eine deutschsprachige Ausgabe des Federal Reserve-Buches auf Weisung von Bundesinnenminister Gerhard Schröder wegen Volksverhetzung beschlagnahmt. Der US-Hochkommissar für Deutschland James Bryant Conant (Präsident der Harvard University von 1933 bis 1953) stimmte der Beschlagnahmeanordnung zu.
In der Folgezeit kodierte Mullins seinen Antisemitismus nicht mehr. 1968 legte er eine „New History of the Jews“ vor, in der er gleich eingangs „die Juden“ als das „eine besondere Problem“ bezeichnete, das „von Anbeginn der Zivilisation immer gleich“ geblieben wäre. Dabei bediente er sich der Motive des christlichen Antijudaismus, der die Juden mit dem Satan gleichsetzte. So verhieß Mullins Höllenstrafen für Winston Churchill und Franklin D. Roosevelt, weil sie angeblich mit den Juden einen Teufelspakt eingegangen wären und „für ein paar junge Mädchen und ein paar Flaschen Whisky ihre Völker den Juden in die Sklaverei verkauft“ hätten. Gegen diese „schmutzige Geschichte“, die sich angeblich ständig wiederhole, setzte Mullins Jesus Christus, der dazu auffordere, sich vom Satan ab- und ihm zuzuwenden. In der Broschüre The Biological Jew, ebenfalls aus dem Jahr 1968, beschrieb Mullins Juden als Parasiten. In seiner Schrift The Secret Holocaust, die 1984 im Verlag der Aryan Nations veröffentlicht wurde, behauptete er, Juden wären lange vor dem Zweiten Weltkrieg für verschiedene Völkermorde verantwortlich gewesen. Der Holocaust wäre nur eine Erfindung, um Mitleid und Geld zu bekommen. Die Gaskammern in Auschwitz wären erst nach dem Ende des Zweiten Weltkriegs errichtet worden.
1984 legte Mullins The World Order, Our Secret Rulers vor, nach Michael Barkun eine „offen antisemitische Version der Verschwörungstheorie über die Illuminaten“. Diese in Wahrheit aufklärerische Geheimgesellschaft der 1780er Jahre behauptet er bis in den alten Orient zurückverfolgen zu können. Der Gründer des Illuminatenordens, Adam Weishaupt, ist für ihn aber nur ein Aushängeschild: In Wahrheit würden die Illuminaten von Juden gesteuert. Dieses Buch nutzte Pat Robertsons bei der Ausarbeitung seiner Verschwörungstheorie über die Neue Weltordnung.
In den 1990er Jahren bezeichnete Mullins die Erstürmung des Anwesens der Branch Davidians bei Waco, Texas, durch Bundesbehörden im Jahre 1993, bei der 82 Mitglieder zu Tode kamen, als „Holocaust“, eine „Gräueltat, die die schlimmsten Anklagen, die gegen Nazi-Deutschland erhoben wurden, noch übertrifft“. Der Bombenanschlag auf das Murrah Federal Building in Oklahoma City, bei dem der Attentäter Timothy McVeigh 1995 168 Menschen ermordete, war für ihne eine „Verschwörung korrupter und hochverräterischer Teile in den Bundesbehörden in Washington als Teil eines Plans, einen Ausnahmezustand zu provozieren, die legalen Schusswaffen der amerikanischen Bürger zu beschlagnahmen und die Bürgermilizen in mehreren Staaten auszulöschen“.

## Rezeption
Die Anti-Defamation League und andere Organisationen nennen Mullins einen Antisemiten. Die Historiker Matthew Feldman und Andrea Rinaldi beschreiben ihn als eine zentrale Figur des internationalen Rechtsextremismus in der Zeit nach dem Zweiten Weltkrieg und zusammen mit Harry Elmer Barnes einer der frühesten Holocaustleugner.

## Schriften (Auswahl)
- Adolf Hitler: An Appreciation. In: National Renaissance Bulletin (1952), Heft 4.
- Mullins on the Federal Reserve. Kasper and Horton, New York 1952.
  - The Federal Reserve Conspiracy. Common Sense, Union, NJ 1954.
  - Deutsch als Die Bankier-Verschwörung von Jekyl Island. Widar Verlag Guido Roeder, Oberammergau 1956.
  - Die Bankierverschwörung. Die Machtergreifung der Hochfinanz und ihre Folgen. Verlag: Verlag für Ganzheitl. Forschung u. Kultur; Auflage: 3., erg. u. korr. A. (1987) Sprache: Deutsch. ISBN 978-3-922314-67-7
  - Secrets of the Federal Reserve: The London Connection. 1983. ISBN 0-9656492-1-0
- This Difficult Individual, Ezra Pound. Fleet Publishing, New York 1961
- Mullins' New History of the Jews. Staunton 1968
- The Secret Holocaust. Aryan Nations, 1984
- A Writ for Martyrs. 1986. (Autobiographie)
- The World Order, Our Secret Rulers. 2. Auflage, Staunton 1992